# 于家镇
于家镇，是中华人民共和国吉林省长春市榆树市下辖的一个乡镇级行政单位。

## 行政区划
于家镇下辖以下地区：
向阳街道社区、向阳村、八户村、小新村、长岗村、齐乡村、万宝村、付合村、复兴村、中合村、万合村、恒道村、一统村、泉草村、于家村、中山村、三姓村、五家村、永利村、三道村、红旗村和深井村。